# Rhathymus fulvus
Rhathymus fulvus är en biart som beskrevs av Heinrich Friese 1906. Rhathymus fulvus ingår i släktet Rhathymus och familjen långtungebin. Inga underarter finns listade i Catalogue of Life.